# Terra Mater (Filmreihe)
Terra Mater (Eigenschreibweise TERRA MATER) ist eine Filmreihe zu den Themen Natur, Wissenschaft und Geschichte. Sie wird seit dem 6. April 2011 auf dem  Red-Bull-Sender ServusTV gezeigt. Verantwortlich für die Dokumentationsreihe ist der bisherige Chef der ORF-Serie Universum, Walter Köhler, der im Herbst 2010 den öffentlich-rechtlichen Sender verließ und mit seinem Team die Produktionsfirma TERRA MATER Factual Studios gründete.

## Geschichte
Den Auftakt machte, als Erstausstrahlung im deutschsprachigen Raum, die achtteilige BBC-Serie „Human Planet – Planet der Menschen“. Mit den Mitteln des Naturfilms zeigte Regisseur Brian Leith die Lebensrealität der Menschen.

## Print-Magazin
Anfangs wurde passend zur Serie Terra Mater das Magazin im Zeitschriftenhandel herausgeben, das heute jedoch unabhängig von der Serie ist.